# عائلة غراسي
عائلة غراسي (تلفظ برتغالي: ‎/ˈɡɾejsi/‏) هي عائلة بارزة في فنون الدفاع عن النفس في الأصل من بليم، ولاية بارا، البرازيل، وقد جاء أسلافهم من بيزلي، إسكتلندا.